# Le Tertre-Saint-Denis
Le Tertre-Saint-Denis är en kommun i departementet Yvelines i regionen Île-de-France i norra Frankrike. Kommunen ligger i kantonen Bonnières-sur-Seine som tillhör arrondissementet Mantes-la-Jolie. År 2022 hade Le Tertre-Saint-Denis 129 invånare.

## Befolkningsutveckling
Antalet invånare i kommunen Le Tertre-Saint-Denis
| Referens: INSEE |